# 特雷·约翰逊
克林顿·约翰逊三世（英語：Clinton Johnson III，1984年8月30日—），美国NBA联盟前职业篮球运动员。